# Жона, Люсьен
Люсьен Гектор Жона (фр. Lucien Hector Jonas; 8 апреля 1880 года, Анзен — 20 сентября 1947 года, Париж) — французский художник. Считается одним из самых плодовитых французских художников первой половины XX века.

## Биография
Люсьен Гектор Жона родился 8 апреля 1880 года во французской коммуне Анзен в богатой семье. Его отец, Хьюбер Эмиль (Hubert Émile, 1849—1902), выходец из Бельгии, имел свой винокуренный завод. Его мать, Анна Эмилия (Anna Emilia) (урождённая Карпентье) рано обнаружила художественные способности у сына и всячески их поощряла. Жона учился в городе Валансьен у художника Джозефа Лайроу, потом учился в Париже, в Школе изящных искусств у художников Альберта Мьянана (Albert Maignan), Леон Жозеф Флорантен Бонна и Анри Жозеф Арпиньи.

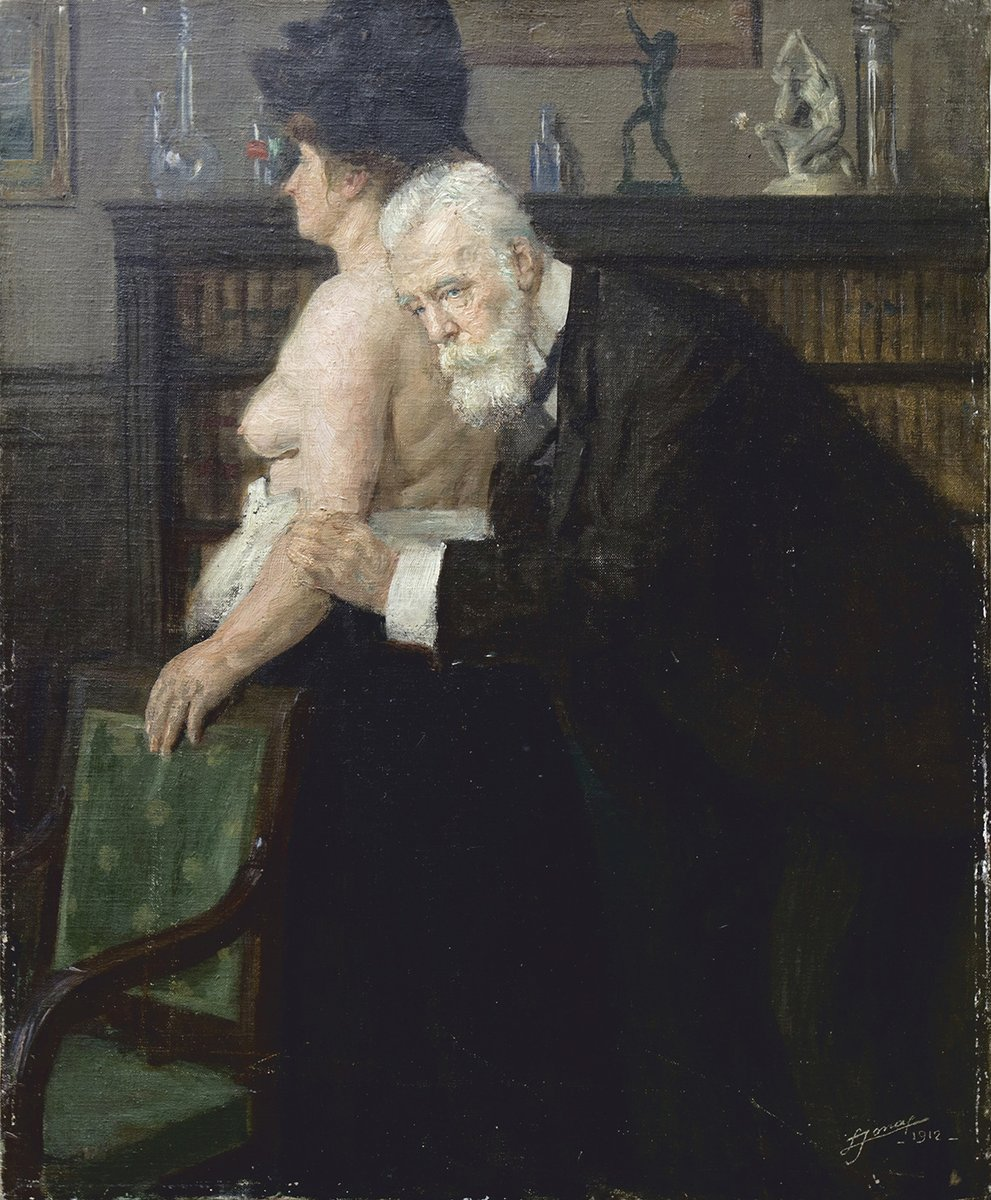
Люсьен Жона. La Consultation

После смерти отца в 1902 году Жона вернулся в Анзен, где помогал матери в управлении ликёро-водочным заводом. В родном городе обнаружил сюжеты для своих картин. Написаная в эти годы картина «Утешения» принесла художнику серебряную медаль на выставочном Салоне 1905 года. В 1908 году Жона женился на Сюзанне Луизе Бедорез. В браке родилось трое детей.
В 1911 году Высший совет изящных искусств наградил художника национальной премией за картину «La Consultation». В 1912 году он написал множество портретов, в 1914 году купил большой дом в Париже. В 1915 году был назначен военным художником при Музее армии в Париже. Создавал портреты военачальников для музея, рисунки для французских журналов L’Illustration, The Annals, Readings for All и для газет. В эти годы им было нарисовано около четырёх тысяч рисунков и написано около восьмисот картин.

Люсьен Жона. Борьба за свободу, 1918

В 1916 году был назначен официальным художником флота. Исполнял батальные сцены. Многие из его полотен украшали общественные здания. В 1929 году был награждён Орденом Почётного легиона.
С 1933 года сотрудничал с Банком Франции, создавал изображения для французских банкнот. Стал автором банкнот Десять франков Шахтёр и Двадцать франков Рыбак.
В годы Второй Мировой войны рисовал иллюстрации для газет, антифашистские плакаты, портреты шахтёров, промышленные пейзажи. В 1944 году создал портреты генералов Кёнига, Эдгарда де Лармината (Париж, Музей ордена Освобождения) и Латр де Тассиньи. В 1945 году в Салоне был награждён за роспись четырнадцатиметровой фрески, состоящей из ста двадцати персонажей под названием Furor Teutonicus.
В 1946 году Люсьен Жона, будучи уже больным человеком, создал четырнадцать картин для церкви Святого Мартина во французской коммуне Сент-Аман-лез-О.
В 1947 году вернулся в Париж, где и скончался 20 сентября. Похоронен в Ла Флеше (la Flèche).
В настоящее время картины художника хранятся в Нью-Йорке — в Метрополитен-музей, в нескольких французских музеях (Карнавале, Музей изобразительных искусств Валансьен, Городском музее башни аббатства Saint-Amand-les-Eaux), в Королевском дворце Бангкока (Таиланд), в частных коллекциях. Многие его работы были утрачены во время Второй мировой войны.
В настоящее время в городе Анзен установлен бюст художника работы скульптора Эме-Гюстава Блейза.

## Галерея

Люсьен Йонас. Марш по замаскированной дороге, 1927
Ночные бомбардировки с самолётов на дороге возле Суассона, 1927
Обезлюдевшая земля
Военные со своими детьми
Атака
Алжирская компания
Пятипроцентный французский заём
Самолёт атакует войска с низкой высоты, 1927
Американская Франция